# Claude Autant-Lara
Claude Autant-Lara (Luzarches, Val-d'Oise, 5 de agosto de 1901 – Antibes, Alpes-Maritimes, 5 de febrero de 2000) fue un director de cine francés y más tarde diputado al Parlamento Europeo.
Hijo de un arquitecto, Édouard Autant, y Louise Lara, actriz de la Comédie Française, Claude Autant-Lara fue educado en el Lycée Janson de Sailly y en la Mill Hill School de Londres, durante el exilio de su madre por pacifista. Pronto descubrió el cine, toda una revelación, y comenzó temprano su carrera trabajando como director de arte y diseñador de vestuario; su obra más conocida en este sentido fue, posiblemente, Nana (1926), película muda dirigida por Jean Renoir. Autant-Lara también actuó en la película.
Como director, rodó bastantes películas provocadoras, llegando a afirmar que «si una película no tiene veneno, no vale nada». En la década de 1960, dio la espalda al movimiento de la Nueva Ola francesa, y desde entonces no tuvo éxito.
El 18 de junio de 1989, saltó una vez más a la luz pública controvertidamente, cuando fue elegido para el Parlamento Europeo como miembro del Frente Nacional y más antiguo miembro de la asamblea. En su discurso inaugural, en julio, produjo un escándalo al expresar su «preocupación por la amenaza cultural de América», lo que provocó una huelga de la mayoría de los diputados.
A raíz de una entrevista concedida a la revista Globe en septiembre de 1989, en la que aludió a las cámaras de gas nazis como una «sarta de mentiras», el entonces ministro de Justicia Pierre Arpaillange lo hizo procesar por «insultos raciales, calumnias raciales e incitación al odio racial». Autant-Lara fue absuelto, pero la magnitud del escándalo provocado por sus comentarios le llevó a renunciar a su cargo de diputado. Por otra parte, los miembros de la Academia de Bellas Artes, de la que fue uno de los vicepresidentes vitalicios, votaron a favor de prohibir que ocupara su asiento a partir de entonces.
Sus memorias, Rabia en el corazón (La rage dans le cœur), aparecieron en 1984.

## Filmografía (director)
- 1922: Faits divers (cortometraje)
- 1925: Construire un feu (cortometraje)
- 1926: Vittel (cortometraje)
- 1928: Boul se met au verre (Soluble dans l'eau) (cortometraje)
- 1931: Buster se marie (versión francesa de Parlor, Bedroom and Bath de Edward Sedgwick)
- 1931: Le Plombier amoureux (versión francesa de The Passionate Plumber de Edward Sedgwick)
- 1932: L'Athlète incomplet (versión francesa de Love Is a Racket de William A. Wellman)
- 1932: La Dame d'en face (cortometraje)
- 1932: Le gendarme est sans pitié (mediometraje)
- 1932: Invite Monsieur à dîner (mediometraje)
- 1932: Monsieur le duc (mediometraje)
- 1932: La Peur des coups (mediometraje)
- 1932: Un client sérieux (cortometraje)
- 1933: Ciboulette
- 1936: My partner Master Davis o The Mysterious Mr Davis
- 1937: L'Affaire du courrier de Lyon (codirigida junto con Maurice Lehmann)
- 1939: Fric-Frac (codirigida junto con Maurice Lehmann)
- 1942: Le Mariage de Chiffon
- 1942: Lettres d'amour
- 1943: Douce
- 1945: Sylvie et le fantôme
- 1947: Le Diable au corps
- 1949: Occupe-toi d'Amélie
- 1951: L'Auberge rouge [también guionista]
- 1951: Les 7 péchés capitaux
- 1953: Le Blé en herbe
- 1953: Le Bon Dieu sans confession [también guionista]
- 1954: El rojo y el negro (Le Rouge et le Noir, adaptación de la novela homónima de Stendhal).[1]
- 1955: Marguerite de la nuit
- 1956: La Traversée de Paris
- 1958: Le Joueur (adaptación del relato homónimo de Fiódor Dostoyevski)
- 1959: En cas de malheur
- 1959: La Jument verte
- 1959: Les Régates de San Francisco
- 1960: Le Bois des amants
- 1961: Tu ne tueras point
- 1961: Le Comte de Monte-Cristo (adaptación de la novela homónima de Alejandro Dumas)
- 1961: Vive Henri IV, vive l'amour
- 1963: Le Meurtrier
- 1963: Le Magot de Josefa
- 1965: Humour noir (episodio «La Bestiole»)
- 1965: Le Journal d'une femme en blanc
- 1966: Le Nouveau Journal d'une femme en blanc (Une femme en blanc se révolte)
- 1967: Le Plus Vieux Métier du monde
- 1967: Le Franciscain de Bourges
- 1969: Les Patates
- 1972: Le Rouge et le Blanc (cortometraje)
- 1973: Lucien Leuwen (adaptación televisiva en 4 episodios de la novela homónima de Stendhal)
- 1977: Gloria